# Фауст (фильм, 1926)
«Фауст» (нем. Faust - Eine deutsche Volkssage) — немой фильм 1926 года Фридриха Вильгельма Мурнау по мотивам германской легенды о докторе Фаусте, а также одноимённой трагедии Гёте и пьесы Кристофера Марло «Доктор Фауст».

## Сюжет
Архангел Михаил и Сатана заключают пари. Сатана утверждает, что может совратить любого человека, живущего на Земле. Предметом пари становится Фауст (Геста Экман-старший) — знаменитый учёный алхимик. На его город Сатана насылает чуму. Фауст пытается найти лекарство, но терпит неудачу. В ярости он швыряет свои книги в огонь, но на страницах одной из них проступает заклинание для вызова демона. В отчаянии Фауст отправляется с этой книгой в полночь на перекрёсток и произносит заклинание. К нему является Мефистофель (Эмиль Яннингс) в образе злобного ведьмака. В обмен на его душу он дает Фаусту власть оживлять мёртвых. Фауст оживляет одного умершего от чумы и потрясённые горожане начинают нести к нему мертвецов. Однако у первой же женщины, которую Фауст берется оживить, зажат в руках крест, и магия Мефистофеля оказывается бессильной. Разъярённая толпа гонит Фауста камнями в его лабораторию.
Тогда Мефистофель предлагает Фаусту вместо счастья для всех счастье для него одного — вечную молодость. Фауст соглашается, и Мефистофель превращает его в юношу, а сам преображается в «гётевского» демона-дворянина в чёрном плаще со шпагой. На мантии Мефистофеля они летят в Парму, где в Фауста, прибытие которого Мефистофель обставил как визит несметно богатого восточного принца, влюбляется правительница города (Ганна Ральф). Однако скоро Фаусту становится с ней скучно и он требует, чтобы Мефистофель перенес его обратно на родину.
Город встречает армию, с победой вернувшуюся с турецкой войны. Фауст вместе с прихожанами входит в собор, Мефистофель ждет его снаружи. В соборе Фауст впервые встречает Гретхен (Камилла Хорн) и влюбляется в неё. Однажды ночью он приходит к ней домой, однако Мефистофель делает так, что мать Гретхен и её брат узнают о свидании и застают влюблённых. Мать Гретхен умирает, а её брат дерётся на шпагах с Фаустом. Ударом сзади Мефистофель убивает брата и вынуждает Фауста бежать, а Гретхен остаётся одна перед телами родных.
Исчезновение Фауста делает жизнь Гретхен, которая рожает его ребёнка, невыносимой. Изгнанная соседями и всеми презираемая, она безуспешно ищет пристанища. В конце концов, её обвиняют в колдовстве и приговаривают к сожжению на костре. Услышав её призыв о помощи, Фауст отказывается от обретённой молодости и своей жизни ради спасения Гретхен. Он требует, чтобы Мефистофель перенёс его к ней, и они оба сгорают на костре и возносятся к небесам.
Дьявол требует отдать ему землю, так как он выиграл пари, на что архангел отвечает, что одно слово аннулирует пари, и это слово «любовь».

## В ролях
- Геста Экман (старший) — Фауст
- Эмиль Яннингс — Мефистофель
- Камилла Хорн — Гретхен / Маргарита
- Фрида Рихард — мать Гретхен / мать Маргариты
- Уильям Дитерле — Валентин, брат Гретхен / брат Маргариты
- Иветта Гильбер — Марта Швердтлейн, тетя Гретхен / тетя Маргариты
- Эрик Барклай — Герцог Пармский
- Ханна Ральф — Герцогиня Пармская
- Вернер Футтерер — Архангел Михаил